# Ftia (regina di Macedonia)
Ftia (in greco antico: Φθία?, Phthía; III secolo a.C. – III secolo a.C.) fu una regina macedone, figlia del re dell'Epiro Alessandro II e moglie di Demetrio II Etolico.

## Biografia
Ftia nacque dal re dell'Epiro Alessandro II e di Olimpiade II, che organizzò il matrimonio della figlia col re di Macedonia Demetrio II per assicurare per se stessa il mantenimento del trono d'Epiro dopo la morte del marito Alessandro.
Ftia fu la terza moglie di Demetrio II, dopo Stratonice e Nicea e prima di Criseide, la madre di Filippo V.